# Вязовское муниципальное образование (Екатериновский район)
Вязовское муниципальное образование — упразднённое в 2013 году муниципальное образование в составе Екатериновского района Саратовской области России.
Административный центр — село Вязовка.
Законом Саратовской области от 16 мая 2013 года № 77−ЗСО Вязовское и Сластухинское муниципальные образования преобразованы путём их объединения во вновь образованное муниципальное образование «Сластухинское муниципальное образование Екатериновского муниципального района Саратовской области» наделённое статусом сельского поселения.

## Населенные пункты
На территории поселения находилось 5 населённых пунктов:
- село: Вязовка.
- деревни: Афросимовка, Еткара, Свищевка, Юматовка.